# Рисан
Ри́сан (серб. , черног.  и хорв. Risan, Рисан, итал. Risano, лат. Rhizinium, греч. Ῥίζων, Rhizon, иногда встречается другой вариант названия — Рисань) — старинный город в Черногории.
Расположен на берегу Бока-Которского залива Адриатического моря, в нескольких километрах к северу от Котора.
Город лежит в долине у подножия горы Орен, в самом дальнем углу северо-западной части Боки Которской, которую иногда называют Рисанским заливом. Рядом с городом, на восточных склонах Орена, расположено горное плато Кривошье, которое известно как место с самым высоким в Европе количеством годовых осадков — 5000 мм.
Рисан считается древнейшим поселением Боки Которской.

## История
Впервые город упоминается в IV веке до н. э. под именем Ризон (Rhizon). Тогда это была столица и главная крепость Иллирийского государства, где правила царица Тевта и где она укрывалась во время Иллирийских войн. В те времена весь Бока-Которский залив назывался «Sinus Rhizonicus» (Ризонский залив), так как тогда именно Рисан был его самым значительным городом. Ризон даже имел своего собственного божественного покровителя по имени Медаурус, изображавшегося как всадник с копьем.
К началу нашей эры город был завоеван римлянами, которые называли его Ризинум (Rhizinium). Период наибольшего процветания под римским правлением пришелся на I—II века н. э. Об этих временах напоминают пять римских мозаик — самые значительные следы древнеримского владычества во всей Черногории. Наиболее хорошо сохранившаяся из мозаик изображает Гипноса, греческого бога сна. Это единственное известное изображение подобного рода на Балканах и одна из немногих старинных достопримечательностей в городе.
В Средние века Рисан потерял своё былое значение. Вторжение аварских и славянских племён опустошило город. Последнее упоминание о рисанском епископе датируется 595 годом.
В X веке византийский император Константин Багрянородный пишет о Рисане как об одном из городов исторической области Травуния.
В середине XV века Рисан упоминается как город, принадлежащий герцогу Стефану Вукшичу. В 1466 году Венецианская республика предложила герцогу обменять города Рисан и Херцег-Нови на остров Брач в Адриатическом море и дворец в Сплите — однако Стефан Вукшич отказался. В 1482 году Османская империя отвоевала и Рисан, и Херцег-Нови у сына герцога Стефана, Владислава Херцеговича.
Только в 1688 году венецианцы отбили оба города у турок и включили Рисан в состав Венецианской республики как часть провинции «Албания Венета» под итальянским названием Рисано (Risano). Венецианское господство продлилось здесь до 1797 года.
В начале XIX века во время наполеоновских войн Рисан стал главной опорой так называемой «руской управы», установленной вице-адмиралом Д. Н. Сенявиным и окончившейся с заключением Тильзитского мира.
В последующие столетия судьба Рисана не отличалась от судьбы всей Боки Которской — краткий период французского правления в составе Иллирийских провинций, австрийское владычество до 1918-го, вхождение в состав Югославии до её распада. В настоящее время город является частью независимой Черногории.

## Демография
В соответствии с переписью 1627 года, в Рисане проживало 800 горожан — 570 мусульман, 150 православных и 80 католиков.
Согласно переписи населения 2003 года в Рисане проживают 2083 человека. Из которых 1692 совершеннолетних жителя. Средний возраст 42,4 года. (Средний возраст мужчин 39,3, женщин — 44,8 лет). В городе в 2003 зарегистрировано 589 домохозяйств. Согласно результатам переписей в Рисане население города постоянно растет.

| Год переписи | Кол-во жителей |
| ------------ | -------------- |
| 1948         | 969            |
| 1953         | 1038           |
| 1961         | 1027           |
| 1971         | 1461           |
| 1981         | 1766           |
| 1991         | 2009           |
| 2003         | 2083           |
| 2021         | 2097           |

## Современность
Современную жизнь города определяет местный морской порт, довольно крупный по меркам региона, а также медицинский ортопедический и нейрохирургический центр «Васо Чукович», известный на всю округу. Многие жители города заняты собиранием лекарственных трав, которые произрастают на окружающих холмах.
В городе Рисан функционирует порт, гостиница *** «Теута» и среднеобразовательная школа. В городе почти нет средневековых зданий, однако можно упомянуть родовой дворец Ивеличей — русского графского рода, происходящего из этих мест.

## Известные уроженцы
- Петр Иванович Ивелич (1772 — после 1850) — граф, русский генерал-майор, герой Отечественной войны 1812 года, участник Бородинской битвы.